# Teorie eteru
Teorie eteru — propozycje istnienia eteru (od gr. αἰθήρ „górne powietrze” lub „czyste, świeże powietrze”), ośrodka wypełniającego przestrzeń, substancję lub pole, niezbędnego jako medium transmisyjne dla rozchodzenia się sił elektromagnetycznych lub grawitacyjnych. Różne teorie eteru ucieleśniają różne koncepcje ośrodka lub substancji. Po przedstawieniu szczególnej teorii względności teorie używające eteru jako substancji przestały być używane we współczesnej fizyce i zostały zastąpione bardziej abstrakcyjnymi modelami.

## Eter w filozofii przyrody

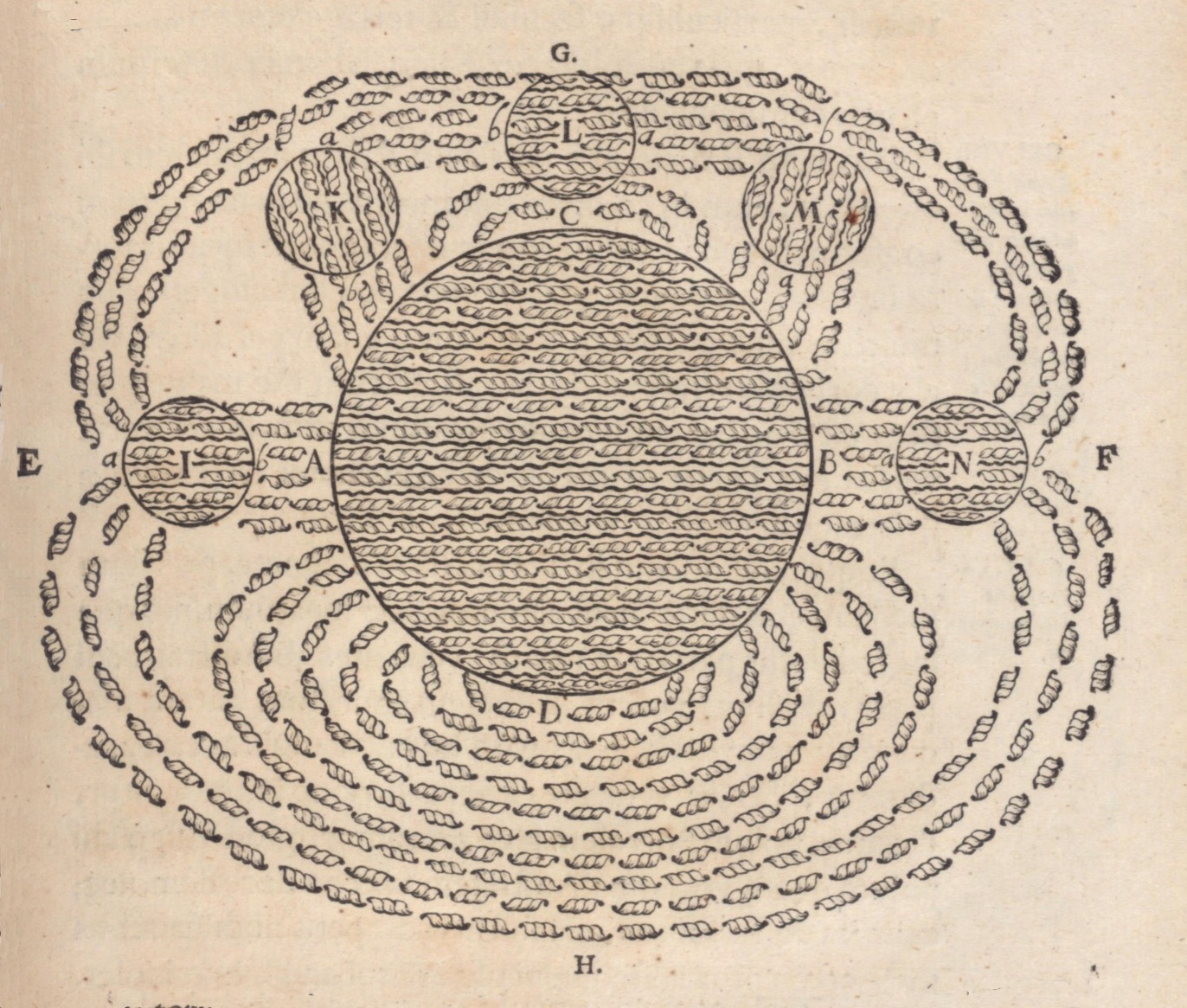
Oparte na eterze pole magnetyczne ziemi w Specimina philosophiae Kartrezjusza (1644)

Pojęcie „eteru” wywodzi się ze starogreckiej koncepcji żywiołów jako podstawowych składowych świata materialnego. Eter był piątym żywiołem, wprowadzonym przez Arystotelesa, niewystępującym na Ziemi, lecz budującym ciała niebieskie i zapewniającym ich ciągły ruch okrężny. We wczesnej nowożytności uległa ona przekształceniu przez Kartezjusza, który odrzucając atomizm traktował eter jako wypełniający wolną przestrzeń, odpowiedzialny jednak również za magnetyzm i przyciąganie ziemskie. Była to koncepcja pośrednia między dawną filozofią przyrody, a nowożytną nauką. Wraz z porzuceniem koncepcji żywiołów i rozwojem chemii koncepcja eteru została porzucona aż do końca XIX wieku, kiedy to pojawiła się w zupełnie odmiennej, osadzonej we współczesnej fizyce, postaci.

## Modele historyczne

### Eter światłonośny
W XIX stuleciu eter światłonośny (lub po prostu eter) był teoretycznym ośrodkiem rozchodzenia się światła (promieniowania elektromagnetycznego). Chociaż od końca lat 80. XIX wieku przeprowadzono wiele eksperymentów, jak doświadczenie Michelsona-Morleya, w celu wykrycia ruchu Ziemi względem eteru, nie powiodło się to. Hipotezy wleczenia eteru, które mogłyby wyjaśnić zerowe rezultaty, miały tendencje do używania narzuconych czynników oraz założeń fizycznych. Joseph Larmor rozważał eter w kontekście poruszających się pól magnetycznych, powodowanych przyspieszaniem elektronów. Hendrik Lorentz oraz George Francis FitzGerald zaoferowali bardziej eleganckie rozwiązanie niewykrywalności ruchu absolutnego eteru w ramach teorii eteru Lorentza (skrócenie długości), jednak jeśli ich równania są poprawne, to szczególna teoria względności Alberta Einsteina z 1905 roku może generować taką samą matematykę w ogóle bez odwoływania się do eteru. To doprowadziło większość fizyków do wniosku, że pojęcie światłonośnego eteru nie jest zbyt użyteczne.

### Mechaniczny eter grawitacyjny
Od wieku XVI do późnego wieku XIX zjawiska grawitacyjne również były modelowane przy pomocy eteru. Najbardziej znanym sformułowaniem była teoria grawitacji La Sage'a, aczkolwiek istniały też inne modele, zaproponowane przez Izaaka Newtona, Bernharda Riemanna i lorda Kelvina. Według społeczności naukowej żadna z tych koncepcji nie jest obecnie warta zachodu.

## Niestandardowe interpretacje we współczesnej fizyce

### Ogólna teoria względności
Einstein czasami używał słowa eter na określenie pola grawitacyjnego w ogólnej teorii względności, ale termin ten nigdy szeroko się nie przyjął.

Możemy powiedzieć, że zgodnie z ogólną teorią względności, przestrzeń posiada fizyczne wartości. Zatem w tym sensie eter istnieje. Zgodnie z ogólną teorią względności, przestrzeń bez eteru jest nie do pomyślenia. W takiej przestrzeni nie tylko nie rozchodziłoby się światło, ale nie byłoby też możliwości istnienia standardów czasu i przestrzeni (prętów mierniczych i zegarów), oraz żadnych interwałów czasowo-przestrzennych w sensie fizycznym. Ale takiego eteru nie można traktować jako obdarzonego charakterystyką jakości ważkiego ośrodka, jako zawierającego części, które mogą być ciągnięte w czasie. Nie można do niego stosować idei ruchu.

### Próżnia kwantowa
Można użyć mechaniki kwantowej do opisania czasoprzestrzeni jako niepustej w niezwykle małej skali, fluktuującej i generującej pary cząstek, które pojawiają się i natychmiast znikają. Niektórzy, jak Paul Dirac, zasugerowali, że ta próżnia kwantowa może być we współczesnej fizyce odpowiednikiem eteru. Aczkolwiek hipoteza eteru Diraca umotywowana była jego niezadowoleniem z elektrodynamiki kwantowej i nigdy nie zyskała poparcia środowiska naukowego głównego nurtu.
Robert B. Laughlin, laureat Nagrody Nobla z fizyki, obejmując posadę na wydziale fizyki Uniwersytetu Stanforda, miał powiedzieć o eterze we współczesnej fizyce teoretycznej:

Ironią jest, że najkreatywniejsza praca Einsteina, ogólna teoria względności, powinna się sprowadzać do konceptualizowanej przestrzeni jako ośrodka, podczas gdy jej pierwotne założenie [w szczególnej teorii względności] było takie, że żaden taki ośrodek nie istnieje [...] słowo 'eter' ma niezwykle negatywne konotacje w fizyce teoretycznej, ze względu na przeszłe powiązania z opozycją wobec teorii względności. Jest to niefortunne, ponieważ, będąc odartym z tych koneksji, raczej zgrabnie określa sposób, w jaki większość fizyków myśli o próżni... Teoria względności właściwie nie mówi nic o istnieniu lub nieistnieniu materii przenikającej wszechświat, tylko to, że taka materia musi posiadać relatywistyczną symetrię. [...] Okazuje się, że taka materia istnieje. Zaakceptowano względność czasu, a studia nad radioaktywnością zaczynają pokazywać, że pusta próżnia przestrzeni posiada strukturę spektroskopową, podobną do normalnych kwantowych ciał stałych lub płynów. Następne badania z wielkimi przyspieszaczami cząstek prowadzą nas ku zrozumieniu, że przestrzeń jest bardziej jak kawałek szyby okiennej, niż idealną newtonowską pustką. Jest wypełniona czymś, co jest normalnie przezroczyste, ale może stać się widoczne, jeśli uderzy się to wystarczająco mocno, aby kawałek odpadł. Współczesną koncepcją próżni przestrzeni, potwierdzaną każdego dnia eksperymentalnie, jest relatywistyczny eter. Ale nie mówimy tak o nim, gdyż jest to tabu.

### Fale pilotujące
Louis de Broglie powiedział „Każda cząstka, nawet izolowana, jest wyobrażana przez ciągłą „stałą energetyczną” z ukrytym ośrodkiem.”

## Przypuszczenia i propozycje
Zgodnie z filozoficznym punktem widzenia Einsteina, Diraca, Bella, Polakowa, 't Hooft'a, Laughlina, de Broglie'a, Maxwella, Newtona i innych teoretyków, 'pustą' przestrzeń może wypełniać ośrodek o właściwościach fizycznych, eter, umożliwiający zachodzenie obserwowanych procesów fizycznych.
Albert Einstein, 1894 lub 1895: „Prędkość fali jest proporcjonalna do pierwiastka kwadratowego sił sprężystości, powodujących jej rozchodzenie, oraz odwrotnie proporcjonalna do masy eteru, poruszanego przez siły.”
Paul Dirac napisał w 1951: „Wiedza fizyczna uległa dużemu zaawansowaniu od 1905, zwłaszcza poprzez nastanie mechaniki kwantowej, a sytuacja [naukowej wiarygodności Eteru] ponownie się zmieniła. Jeśli przeanalizować pytanie w świetle obecnej wiedzy, odkrywamy, że Eter nie jest już wykluczony przez teorię względności, i może być teraz dobry powód do postulowania Eteru... Mamy teraz prędkość wszystkich punktów czasoprzestrzeni, grającą fundamentalną rolę w elektrodynamice. Jest naturalnym traktowanie jej jako prędkości pewnych rzeczywistych rzeczy. Raczej to forsujemy jako Eter, wraz z nową teorią elektrodynamiki [próżni wypełnionej cząstkami wirtualnymi].”
Richard Feynman jako pierwszy zasugerował, że podstawowe równania cząstkowo różniczkowe fizyki teoretycznej mogą opisywać makroskopowy ruch nieskończenie drobnych bytów, nazwanych przez niego X-onami. Zasugerował, że X-ony są jednoczącą koncepcją opisu fizycznego Wszechświata, choć nie uściślił ich właściwości.
John Stewart Bell, w wywiadzie udzielonym Paulowi Daviesowi w 1986 („Duch w atomie”), zasugerował, że teoria eteru może pomóc rozwiązać paradoks EPR dzięki zezwoleniu na układ odniesienia, w którym sygnały rozchodzą się szybciej od światła. Zasugerował, że skrócenie Lorentza jest doskonale zgodne, nie niezgodne z teorią względności i może dać teorię eteru doskonale zgodną z wynikami eksperymentu Michelsona-Morleya. Bell zasugerował, że eter został błędnie odrzucony na gruncie czysto filozoficznym: „Co jest nieobserwowalne, nie istnieje” [s. 49]. Einstein uważał pozbawioną eteru teorię za prostszą i bardziej elegancką, ale Bell sugerował, że to się nie wyklucza. Oprócz argumentów bazujących na jego interpretacji mechaniki kwantowej, Bell zasugerował również wskrzeszenie eteru ze względu na jego użyteczną rolę w pedagogice. Wiele problemów zostaje rozwiązanych prościej, jeśli wyobrazimy sobie istnienie eteru.
Aleksander Polakow zanotował w 1987: „Cząstki elementarne, spotykane w naturze, bardzo przypominają wzbudzenie pewnego skomplikowanego ośrodka (Eteru). Nie znamy dokładnej struktury Eteru, ale sporo nauczyliśmy się o efektywnych lagranżjanach jego wzbudzeń o niskiej energii. To tak, jakbyśmy nic nie wiedzieli o molekularnej strukturze płynów, ale znali równanie Naviera-Stokesa, i mogli przewidzieć wiele rzeczy. Istnieje wiele różnych możliwości na poziomie molekularnym, prowadzących do tego samego obrazu niskich energii.”
Cytując Alberta Einsteina, „Bóg nie gra w kości z Wszechświatem”. I zgadzający się z tym stwierdzeniem szukają klasycznej, deterministycznej teorii eteru, która implikowałaby przewidywania mechaniki kwantowej jako statystyczne przybliżenie – teorię ukrytych zmiennych. W szczególności Gerardus ’t Hooft przypuszczał: „Nie powinniśmy zapominać, że mechanika kwantowa tak naprawdę nie opisuje, jakiego rodzaju dynamiczne zjawiska zachodzą, lecz raczej daje wynik w prawdopodobieństwie. Dla mnie brzmi to niezwykle wiarygodnie, że każda rozsądna teoria dla dynamiki w skali Plancka będzie prowadziła do procesów tak skomplikowanych w opisie, że powinniśmy się spodziewać widocznych, stochastycznych fluktuacji w każdej teorii przybliżającej, opisującej efekty tego wszystkiego w znacznie większych skalach. Wydaje się całkiem rozsądne, żeby dla domeny Plancka spróbować najpierw klasycznej, deterministycznej teorii. Można by spekulować, że to, co nazywamy dzisiaj mechaniką kwantową, może być niczym więcej, niż pomysłową techniką uchwycenia tej dynamiki statycznie.” Blasone, Jizba i Kleinert w swojej publikacji napisali: „przystąpiono do ukonkretnienia niedawnej propozycji G. 't Hoofta, w której teoria kwantowa jest postrzegana nie jako kompletna teoria pola, ale w rzeczywistości jest zjawiskiem wyłaniającym się z głębszego poziomu dynamiki. Leżąca pod spodem dynamika jest traktowana jako klasyczna mechanika z indywidualnymi lagranżjanami, wraz z odpowiednim warunkiem utraty informacji. Z wiarygodnymi założeniami co do natury ograniczeń dynamiki, pokazano wyłonienie się teorii kwantowej z klasycznego algorytmu Diraca-Bergmanna dla ograniczonej dynamiki, zastosowanego do klasycznego całkowania po trajektoriach...”.
Louis de Broglie: „Jeżeli założymy ukryte, sub-kwantowe medium, wiedza o jego naturze wydaje się być pożądana. Na pewno ma skomplikowany charakter. Nie mogłoby służyć za uniwersalne medium odniesienia, gdyż to przeczyłoby teorii względności.”
James Clerk Maxwell: „W różnych miejscach tej pracy poczyniono próby wyjaśnienia zjawisk elektromagnetycznych przy pomocy działania mechanicznego, przenoszonego z jednego ciała na drugie, w sensie ośrodka, zajmującego przestrzeń między nimi. Teoria falowania światła również zakłada istnienie ośrodka. Musimy teraz pokazać, że właściwości ośrodka elektromagnetycznego są identyczne, jak te ośrodka światłonośnego.”
Isaac Newton: „Czyż nie jest to eteryczne medium, przenikając wodę, szkło, kryształ i inne spójne i gęste ciała w pustej przestrzeni, coraz gęściejsze i gęściejsze, i z tego powodu zagina promienie światła nie w jednym punkcie, lecz zaginając je stopniowo w krzywe linie? ... Nie jest to medium znacznie rzadsze wewnątrz gęstych ciał Słońca, gwiazd, planet i komet, niż w pustej przestrzeni pomiędzy nimi? I rozciągając się od nich na wielkie odległości, czyż nie staje się wiecznie gęstszy i gęstszy, powodując w ten sposób grawitację tych wielkich ciał ku sobie, oraz ich fragmentów ku ciałom; wszystkie ciała, starając się przejść od gęstszych partii ośrodka do jego rzadszych partii?”